# Джан (ханша)
Джан Курго́кина (Атажукина; в православии — княгиня Ве́ра Дондуко́ва; ? — 2 июня 1777) — вторая жена калмыцкого хана Дондук-Омбо (1735—1741), дочь главного князя-валия Кабарды Кургоко Атажукина. Сыграла довольно заметную роль в калмыцкой истории 1730—1740-х годов. Известна в русских документах как «ханша Джанет».

## Биография
В 1721 году калмыцкий хан Аюка женил своего внука Дондук-Омбо на кабардинской княжне Джан Кургокиной, сестре князя Магомеда Кургокина. В это время молодой Дондук-Омбо управлял Багацохуровским улусом. Свою первую жену Солому, дочь хошутовского нойона, которая приходилась ему мачехой, он покинул.
В 1735 году, после борьбы за власть с другими соперниками, Дондук-Омбо был признан наместником Калмыцкого ханства. В 1737 году правительство России официально утвердило его в звании хана. Дондук-Омбо, находясь в родстве с княжеским родом Атажукиных, имел большое влияние на кабардинских князей. В 1737 году хан помирил двух наиболее могущественных князей Большой Кабарды — своего шурина Магомеда Кургокина и Асланбека Кайтукина. Совместно с ними и Кара-Мурзой Алеевым участвовал в военных действиях против крымских татар.
При жизни своего мужа Джан пользовалась довольно большими правами и влиянием. Весной 1741 года, после смерти Дондук-Омбо, вспыхнула междоусобная борьба за престол в Калмыцком ханстве. Ханша Джан решила посадить на трон своего старшего сына Рандула. Дармабала, вдова хана Аюки, пыталась сделать ханом своего сына Галдан-Данжина и планировала женить его на Джан. На сторону ханши Джан перешли влиятельные тайши Бодонг и Сербеть, а также ряд зайсангов. Бодонг, двоюродный брат Дондук-Омбо и командующий войском, также намеревался взять в жёны ханшу Джан.
Русское правительство поддерживало кандидатуру Дондук-Даши, внука Аюки. Однако, узнав о том, насколько высок авторитет Галдан-Данжина в среде калмыцких нойонов, зайсангов и в народе, смотря по обстоятельствам, решило поддержать и его кандидатуру.
В конце июня 1741 года тайши Бодонг, командующий ханский войском, предпринял поход на улус Галдан-Данжина. В бою в урочище Бага-Болхуны, на луговой стороне Волги, Бодонг нанёс поражение Галдан-Данжину, который вместе со своими родственниками и сторонниками был взят в плен и убит. Астраханский губернатор отправил в степь военный отряд, чтобы прекратить междоусобицу. Бодонг, будучи уверен, что русские поддерживают противную ему сторону, напал на отряд, но потерпел поражение. Улусы Дармабалы и её убитого сына были взяты под защиту русским отрядом. Сторонники Джан не смогли захватить их и взять в плен детей Галдан-Данжина. В этой обстановке царское правительство назначило Василия Татищева астраханским губернатором и руководителем Калмыцкой комиссии.
После гибели Галдан-Данжина русские власти стали поддерживать кандидатуру Дондук-Даши, младшего сына Чакдор-Джаба и внука Аюки. В сентябре 1741 года губернатор Татищев провозгласил Дондук-Даши наместником Калмыцкого ханства, с обязательством не вступать в сношения с иностранными государствами, не принимать под свою власть крещённых калмыков и дать в заложники своего единственного сына Ассарая.
Ханша Джан отказалась признать назначение Дондук-Даши. В ответ царское правительство распорядилось её арестовать. Однако Татищев убедил власти оставить её на свободе. Джан демонстративно не явилась на церемонию провозглашения Дондук-Даши наместником, и в 1742 году откочевала вместе с детьми, верными зайсангами и 700 кибитками на Кубань, откуда начала переписку с персидским шахом Надиром, прося его заступничества и военной помощи.
Джан попыталась привлечь в борьбу за власть в Калмыкии своих родственников, кабардинских князей, но они отказались участвовать в опасной и ненужной им авантюре, предпринятой их властолюбивой сестрой. Совместными усилиями специального посланца астраханского губернатора и Магомеда Кургокина удалось убедить Джан вернуться в калмыцкие кочевья. Однако ханша не утратила надежду на помощь Персии и потому, уезжая, она оставила в Кабарде зайсанга Арала с письмом к Надир-шаху. Зайсанг должен был переправить его на персидскую территорию, но лазутчик шаха, шедший с письмом из Кабарды, был перехвачен в Кизляре, и в Петербурге стало известно содержание послания.
1 июня 1743 года кабардинский посланник Магомед Атажукин представил в Коллегию иностранных дел письмо кабардинских князей. Магомед Кургокин и Касай Атажукин от имени кабардинских князей за «верные службы и исполнение по указу отдачею калмыцкого хана Дондук-Омбина двух сыновей, и просят, дабы за службы отца их, ханши Джан вины отпущены и со всеми детьми её в отечество отпущены и собственные улусы хана Дондук-Омбина им пожалованы были». Князья также просили дать охрану ханше Джан и её сыновьям. В связи с тем, что Джан не удалось вовлечь в борьбу за власть в Калмыкии кабардинскую знать и учитывая заслуги их и их предков перед Россией, просьба князей была удовлетворена.
Убедившись в невозможности возвратить утраченную власть, Джан вернулась в свой Багацохуровский улус, откуда в конце 1743 года она, вместе с детьми, была отправлена в Санкт-Петербург. 16 декабря 1744 года в российской столице вдовствующая ханша Джан приняла крещение вместе с детьми, которым были присвоены православные имена и фамилия Дондуковы. При крещении Джан получила новое имя, став княгиней Верой Дондуковой, родоначальницей известной в истории России фамилии Дондуковых-Корсаковых. Сыновья её после крещения были названы Алексеем, Ионой, Петром и Филиппом. Царское правительство закрепило за Верой Дондуковой и её потомством Багацохуровский улус и назначило ей жалованье в 500 рублей и 1000 четвертей муки в год. Императрица Елизавета Петровна подарила ей особняк на Фонтанке.
В 1762 году княгиня Вера Дондукова с сыном, полковником князем Алексеем Дондуковым, вернулась на родину мужа и вступила в управление Багацохуровским улусом. Жила в Енотаевске и умерла там же в 1777 году.

## Дети
- Рандул (Пётр Фёдорович Дондуков, ок. 1731—1752)
- Додьби (Алексей Фёдорович Дондуков, ок. 1734—1781)
- Ассарай (Иона Фёдорович Дондуков, ок. 1734—1781)
- Джубасар (Филипп Фёдорович Дондуков, ум. 1762)
- Далеку (Любовь Фёдоровна Дондукова, ум. 1744)
- Бунигара (Надежда Фёдоровна Дондукова), с 1750 года жена крещёного калмыка полковника Ивана Дербетева (ум. 1767).